# Dumitru Berciu
Dumitru Berciu (ur. 1907, zm. 1988) – rumuński historyk i archeolog, założyciel i dyrektor muzeum "Teohari Antonescu" w Giurgiu, członek honorowy Academia Română (1997).

## Publikacje
- La izvoarele istoriei (1967);
- Arta traco-getică (1969);
- De la Burebista la Decebal (1976);
- Buridava dacică (1981)